# Mordkuppe
Die Mordkuppe (afrikaans Moordkoppie) bezeichnet einen niedrigen Hügel (Kuppe), der ein historisches Schlachtfeld in Okahandja in der Region Otjozondjupa in Namibia markiert. Diese ist seit dem 28. Juli 1972 ein Nationales Denkmal Namibias.
Am 23. August 1850 kämpften an der Mordkuppe die Herero unter Führer Oove ua Muhoko Kahitjene gegen die Afrikaner, eine Gruppe der Nama, unter Kaptein Jan Jonker Afrikaner. Dieser wurde von den Amraal und der Roten Nation unterstützt. Beide Parteien verübten immer wieder Vergeltungsschläge für vorherige Angriffe aus. Etwa 700 Herero, die auf dem Hügel Schutz suchten, wurden von Afrikanern getötet.